# Azemah Ni’matul Bolkiah

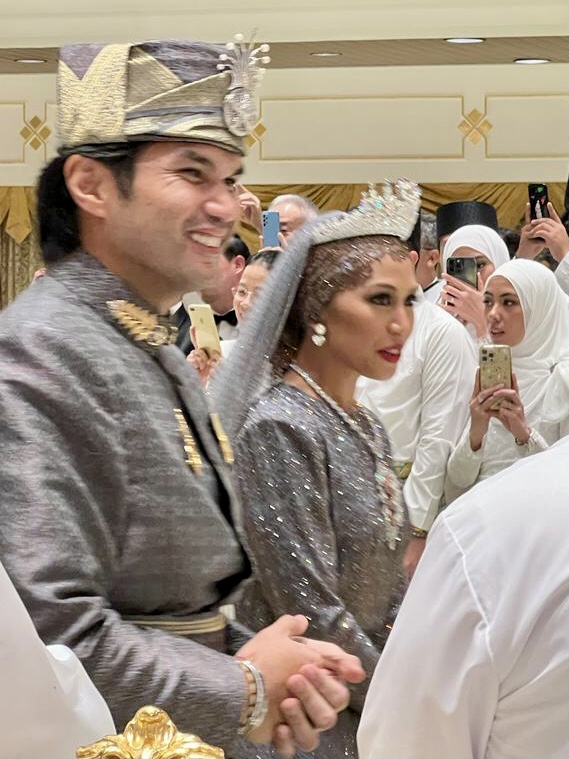
„Diraja“-Hochzeitszeremonie von ‘Azemah Ni’matul Bolkiah und Yang Amat Mulia Pengiran Muda Bahar im Balai Persantapan, Istana Nurul Iman.

Azemah Ni'matul Bolkiah (Jawi: عظيمة نعمة البلقية‎, Titel: Pengiran Anak Puteri 'Azemah Ni'matul Bolkiah binti Paduka Seri Baginda Sultan Haji Hassanal Bolkiah Mu'izzaddin Waddaulah, geb. 26. September 1984) ist eine Prinzessin von Brunei. Sie ist die achte Kind von Sultan Hassanal Bolkiah von dessen ehemaliger zweiter Frau Puan Hajah Mariam. Sie wurde 2017 bekannt, als sie bei den 29. Südostasienspiele 2017 (SEA) in Kuala Lumpur eine von nur zwei weiblichen Polospielerinnen aus Brunei war. Als eine der zehn ASEAN-Botschafterinnen für Frauen im Sport im Jahr 2021 wurde Prinzessin Azemah ausgewählt, Brunei im Rahmen der von Japan gesponserten ASEAN-Kampagne #WeScore zu vertreten.

## Leben

### Ausbildung
2008 erhielt Azemah ihren Bachelor-Abschluss im Rahmen einer universitären Feier in Butterworth Hall in Coventry. Die Warwick University verlieh ihr einen Bachelor of Laws mit Auszeichnung. Ihre jüngere Schwester Prinzessin Fadzilah Lubabul Bolkiah war bei der Verleihungszeremonie anwesend.

### Sportliche Karriere
Azemah gilt als sportliche Tochter des Sultans und teilt die Leidenschaft ihres Vaters für Polo. Sie begann bereits im Alter von vier Jahren mit dem Reiten und Springreiten hat während ihrer frühen Schuljahre an außerschulischen Mannschaftssportwettkämpfen teilgenommen und begann als Jurastudentin an der University of Warwick mit dem Polospielen.
Azemah trainierte hart, um neben den Männern auf dem Polofeld zu bestehen. Sie erhielt Castagnola Marianela als Trainer und wurde letztendlich für das Brunei National Polo Team ausgewählt. Beim 45' Torneo Internacional de Polo Sotogrande in Spanien gab Azemah 2016 ihr Debüt als Vertreterin Bruneis in einem internationalen Wettbewerb. Der Sieg ihres Teams beim Silver Cup festigte Bruneis Ruf als führende internationale Polo-Nation.
Azemah gab ihr Debüt in der Polonationalmannschaft während der SEA Games 2017. Ihr Team errang die Bronzemedaille. Zusammen mit ihrem Bruder, Prinz Mateen, nahm sie teil an den Südostasienspielen 2019 in Calatagan, Philippinen. Sie errangen Bronze in dem Tourier.
Bei beiden SEA Games wurde sie die erste Frau von Brunei die eine Medaille erringen konnte.
In einer Ankündigung der ASEAN vom 1. Dezember 2021 gehörte Azemah zu den zehn Sportbotschaftern, die ausgewählt wurden, um die Gleichstellung der Geschlechter vor den Olympischen Spielen 2020 in Tokio zu fördern.
Azemah führte das Poloteam auch als Captain zum Sieg im Agong’s Cup im Oktober 2023 im Putrajaya Equestrian Park. Ihr Team besiegte das Jogo Polo Team 7–5.

## Öffentliches Auftreten
Prinzessin Azemah fördert vor allem gesundheitsbezogene Aktivitäten.
Bereits 2009 spielten sie und ihre Schwester Fadzilah für die Ivy League während der Setia Motors Netball Open Championship im Hassanal Bolkiah National Sports Complex. Am 19. März 2018 nahm sie erneut teil und überreichte die Brunei Ladies Open Champion Trophy an Hong Ran aus Südkorea.

## Familie
Ihre vollen Geschwister sind Azim, Fadzilah und Mateen.
Ihre Hochzeit mit ihrem Cousin ersten Grades, Bahar ibni Jefri Bolkiah wurde ab dem 8. Januar 2023 gefeiert. Bahar ist der Sohn des jüngeren Bruders des Sultans, Jefri Bolkiah.

### Ehrungen
- Royal Family Order of the Crown of Brunei (DKMB)